# Pala di Santa Maria dei Fossi

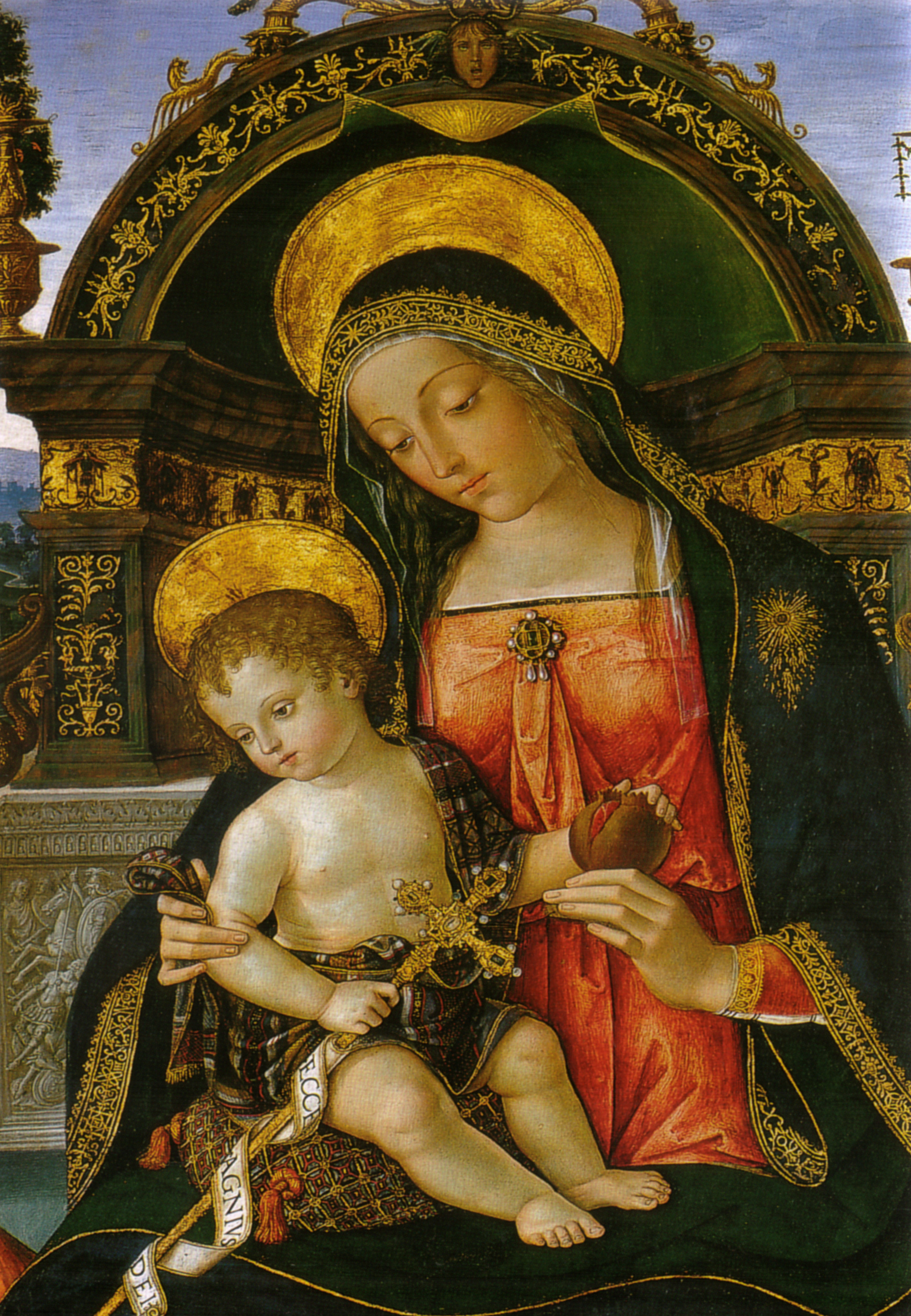
Dettaglio

La Pala di Santa Maria dei Fossi è un dipinto a olio su tavola e tela (512x314 cm) di Pinturicchio, databile al 1496-1498 e conservato nella Galleria nazionale dell'Umbria di Perugia.

## Storia
Il contratto per l'opera, datato 14 febbraio 1496, ci è pervenuto e contiene dettagliatissime istruzioni circa la realizzazione dell'opera, che era destinata all'altare maggiore per la chiesa di Santa Maria degli Angeli a Perugia, detta, "dei Fossi". Il pittore era all'epoca all'apice del suo successo, favorito da papa Alessandro VI per il quale aveva appena concluso la grande impresa della decorazione dell'Appartamento Borgia.
Anche per la cornice lignea le prescrizioni dei religiosi furono precise, ed essa venne realizzata ad imitazione dell'architettura della facciata di una chiesa, da Mattia di Tommaso da Reggio.
Vasari non vide l'opera, sebbene essa venne ampiamente lodata, anche nei secoli avvenire, soprattutto dagli studiosi locali, fino a tutto il Settecento. Ciò non impedì però lo smembramento dopo le soppressioni napoleoniche, che causò la perdita della cornice originale e dei pannelli che decoravano i pilastrini. L'opera venne ricomposta solo nel 1863, quando venne destinata alla nascente Galleria nazionale.
La critica novecentesca trattò l'opera con maggiore freddezza, che ne ha rilevato di volta in volta una certa frettolosità o i modi un po' di maniera. Carli, nel 1960, mise l'opera al culmine della carriera del pittore, esaltandone "la straordinaria lietezza e freschezza dei colori", ma la pose anche all'inizio di un periodo di minore ispirazione in cui i modelli di repertorio iniziavano a prevalere sull'invenzione.

## Descrizione e stile
La pala è oggi composta da sette pannelli principali, più due della predella, a differenza degli altri, sono su tela applicata su tavola lignea. Al centro campeggia la Madonna col Bambino e san Giovannino, affiancata dai santi Agostino, vestito da vescovo con un piviale riccamente ricamato con figure di santi, e Girolamo, vestito da cardinale e con un modellino della chiesa in mano, forse la stessa Santa Maria degli Angeli secondo un progetto di ricostruzione non portato a termine. Sopra di questi pannelli laterali si trovano due riquadri con l'Angelo annunciante e la Vergine annunciata. Sulla cimasa campeggia il Cristo morto sorretto da due angeli e, nel timpano del frontone, la Colomba dello Spirito Santo.
La pala principale è dedicata, oltre che alla Vergine titolare della chiesa, al tema del passaggio della croce da san Giovannino, il precursore, a Gesù, il Redentore, come esplicita anche l'iscrizione sottostante ("O santo fanciullo, rimetti al Fanciullo questa croce. Non la porterà [Giovanni] a Dio in favore del mondo, ci sarà un altro"). Sopra la scritta si trovano le lettere B e N, che vengono interpretate come una firma dell'artista B[er]N[ardinus].
Anche sul fregio corre un'iscrizione, che esorta a meditare sulla redenzione e a rendersene degni: "Guarda o mortale da quale sangue sei stato redento. Fa' che non sia scorso invano". Vari elementi simbolici rimandano alla Passione, come la melagrana in mano al Bambino, i frutti sparsi a terra e il pomo tenuto da sant'Agostino.
Il tema sacro è trattato con un'estrema ricchezza di dettagli sontuosi, con molteplici soluzioni decorative e pittoriche: dal dolce paesaggio umbro allo sfarzoso trono della Vergine, su cui si trovano finti rilievi all'antica ispirati ai sarcofagi romani. Anche l'Annunciazione è ricca di spunti originali, come l'uso delle grottesche nella stanza di Maria o la "natura morta" di gusto fiammingo nella rappresentazione dei libri. Nel Cristo in pietà e nei santi spiccano i fondali con preziosi motivi tessili e l'abbagliante preziosità delle vesti, sovraccariche di decorazioni, gemme e dorature, secondo un gusto ispanico di ascendenza tardogotica messo a frutto al servizio di papa Borgia ed evidente anche nei praticelli fioriti che fanno da base ai due dottori della Chiesa.
La predella mostra quattro tondi di Evangelisti e due scene figurate: in ordine: Marco, Luca,  la Visione del fanciullo di sant'Agostino, in cui il santo riceve l'apparizione del Bambino Gesù che gli dimostra come per l'uomo sia impossibile comprendere l'essenza divina, Giovanni, il San Girolamo nel deserto, dall'impostazione tradizionale e infine Matteo.
Il contratto cita anche pitture dei santi Ubaldo, Bernardo, Giuseppe e la santa locale Dignamerita, oltre al papa, i cardinali e i devoti: non è chiaro se queste parti furono mai realizzate o se, forse presenti sui pilastrini, andarono disperse con lo smembramento.
Predella della Pala di Santa Maria dei Fossi

## Derivazioni
Dal prototipo della Madonna di Santa Maria dei Fossi derivano altre Madonne considerate più o meno autografe ma più semplici, spesso destinate alla devozione privata. Tra queste spiccano la Madonna col Bambino della Huntington Library di San Marino (California), fedele riproduzione del 1498 circa, la Madonna del Davanzale della Pinacoteca Vaticana, il Tondo Visconti-Venosta a Roma, la piccola tavola centinata del Fitzwilliam Museum di Cambridge ed altre opere all'Ashmolean Museum di Oxford, alla National Gallery of Scotland di Edimburgo, all'Isabella Stewart Gardner Museum di Boston, ecc.